# 岩名 (野田市)
岩名（いわな）は、千葉県野田市の町名および大字。現行行政地名は岩名一丁目および岩名二丁目と大字岩名。郵便番号は278-0055。

## 地理
野田市の東部に位置する。このうち北東部に岩名1丁目、北西部に岩名2丁目がある。
北は尾崎、北東は春日町、五木新町、東は五木、光葉町、南は桜の里、南西は松伏町築比地、北西は春日部市新宿新田に、それぞれ隣接している。
清水公園付近に飛び地がある。

### 河川
西端を江戸川が流れ、春日部市および松伏町との境をなしている。南西部には同川と座生川との合流地点がある。

### 地価
住宅地の地価は、2017年（平成29年）の公示地価によれば、岩名1丁目20番12の地点で8万1000円/m2となっている。

## 世帯数と人口
2017年（平成29年）11月1日現在の世帯数と人口は以下の通りである。
| 大字・丁目 | 世帯数    | 人口    |
| ---------- | --------- | ------- |
| 岩名       | 665世帯   | 1,471人 |
| 岩名一丁目 | 1,377世帯 | 3,180人 |
| 岩名二丁目 | 1,128世帯 | 2,781人 |
| 計         | 3,170世帯 | 7,432人 |

## 小・中学校の学区
市立小・中学校に通う場合、学区は以下の通りとなる。
| 大字・丁目 | 番地                                                                         | 小学校               | 中学校             |
| ---------- | ---------------------------------------------------------------------------- | -------------------- | ------------------ |
| 岩名       | 126番地の2～127番地 136番地、142番地 143番地、324番地 326番地の1、326番地の2 | 野田市立清水台小学校 | 野田市立岩名中学校 |
| 岩名       | その他                                                                       | 野田市立岩木小学校   | 野田市立岩名中学校 |
| 岩名一丁目 | 全域                                                                         | 野田市立岩木小学校   | 野田市立岩名中学校 |
| 岩名二丁目 | 全域                                                                         | 野田市立岩木小学校   | 野田市立岩名中学校 |

## 交通

### 鉄道
町内に鉄道路線および駅は存在しないが、東武野田線が近くを走っており、北部は川間駅、中部は七光台駅、南部は清水公園駅が、それぞれ最寄り駅となっている。

### バス
まめバスの「北ルート」および「新北ルート」が通っている。

## 施設
- 野田市立岩木小学校
- 野田市立岩名中学校
- 川間駅南中央公園
- 真光寺
- 清水公園 - 園域の西端が飛び地に位置する

## 史跡
- 岩名古墳
- 岩名第14遺跡 - 野田市域で発見された最も古い遺跡[11]